# الفونس-امریده کوردونیه
الفونس-امریده کوردونیه (انگلیسی: Alphonse-Amédée Cordonnier; ۱ فوریهٔ ۱۸۴۸ – ۲۷ اکتبر ۱۹۳۰) مجسمه‌ساز اهل فرانسه بود.
وی همچنین برندهٔ جوایزی همچون لژیون دونور (افسر)، لژیون دونور (شوالیه)، و جایزه بزرگ رم شده‌ است.